# CURV-III

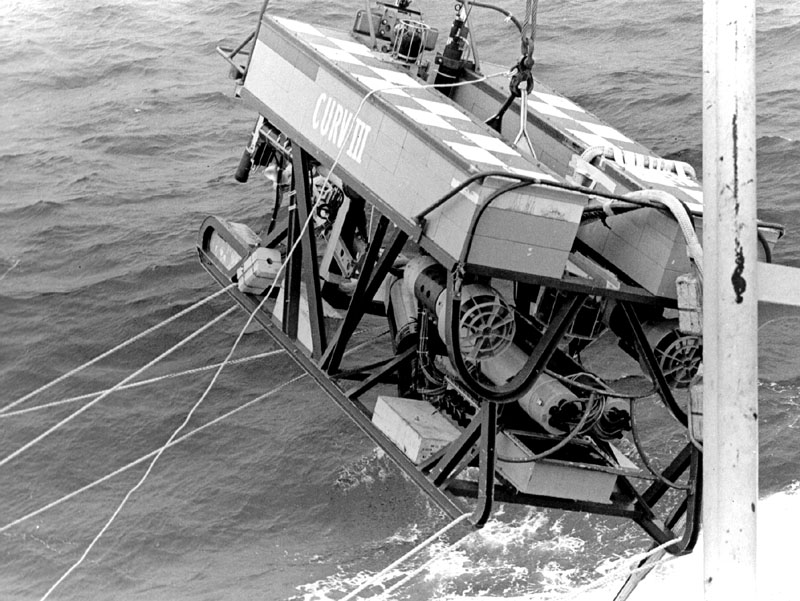
Le CURV-III, durant le sauvetage du Pisces III en 1973

CURV-III est un robot sous-marin de la Marine américaine. Il constitue la quatrième génération du CURV (Cable-controlled Undersea Recovery Vehicle), un prototype de sous-marin téléguidé développé par le Space and Naval Warfare Systems Center San Diego au début des années 1960.

## Histoire
Il a effectué l'opération de sauvetage sous-marine la plus profonde de l'histoire, lorsqu'il sauve à 480 mètres de profondeur l'équipage du sous-marin canadien Pisces III en 1973.